# Ahmed Jan Thirakwa
Ahmed Jan Thirakwa (* 1892 in Muradabad; † 13. Januar 1976 in Lakhnau, Uttar Pradesh) war ein indischer Tablaspieler. Er galt zu seinen Lebzeiten als bedeutendster Tablaspieler und gehörte zur Farukhabad-Gharana (Lehrtradition).

## Leben
Er war der Sohn des Sarangi-Spielers Hussain Baksh, der drei Söhne hatte: Miyan Jan Khan, Ahmed Jan Khan und Mohammed Jan Khan.
Ahmed Jans Großvater mütterlicherseits Kalandar Baksh und Sher Khan, der Bruder von Ahmad Jans Vater, galten zu dieser Zeit als angesehene Tablaspieler in Muradabad im Gebiet des heutigen Bundesstaats Uttar Pradesh.
Bereits als Kind schickten ihn seine Eltern mit seinem Bruder Miyan Jan nach Bombay, wo die beiden dem Munir Khan anvertraut wurden. Mehr als zwei Jahrzehnte lang dauerte Ahmed Jans Lehrzeit bei Munir Khan, da er während dieser Zeit eine übermütige Wesensart an den Tag legte, bekam Ahmed Jan von Munir Khan den Scherznamen „Thirakwa“ verpasst und ihm sein Leben lang erhalten blieb. Thirakwa galt als bescheidener Mann, er hatte sich seiner Kunst ganz geöffnet. Niemals erging er sich in Streitgespräche über Musik. Auf der Bühne war er meistens in einen dunkelseidenen Sherbani-Mantel gekleidet, mit schwarzsamtener Topi-Kappe, silbernem Krückstock und reich bestickten Pantoffeln.
Später diente Ahmed Jan knapp 30 Jahre unter der Aufsicht des Herrschers Reza Ali Khan am Hofe von Rampur als Hofmusiker. Ab 1971 war er Lehrer im „National Centre of Performing Arts“, in Bombay.
Ahmed Jan Thirakwa erhielt 1954 einen Sangeet Natak Akademi Award und wurde 1970 mit dem Padma Bhushan ausgezeichnet.